# كاتسوهيكو تاجوشي
كاتسوهيكو تاجوشي (باليابانية: 田口 勝彦) مواليد 7 فبراير 1972، هو سائق راليات ياباني. بدأ مسيرته في سنة 1995. كان أول رالي له هو رالي نيوزيلندا 1995. تنافس في بطولة العالم للراليات. نافس في رالي التحدي عبر القارات.

## روابط خارجية
- كاتسوهيكو تاجوشي على موقع eWRC-results.com (الإنجليزية)